# Суапи (микрорегион)

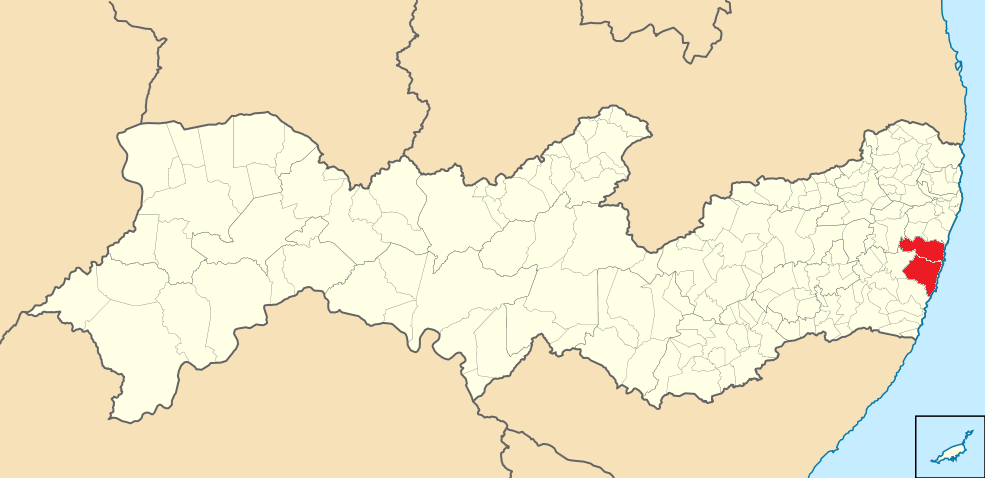
Суапи на карте.

Суапи (порт. Microrregião de Suape) — микрорегион в Бразилии, входит в штат Пернамбуку. Составная часть мезорегиона Агломерация Ресифи.

Население составляет 	265 662	 человека (на 2010 год). Площадь — 	975,842	 км². Плотность населения — 	272,24	 чел./км².

## Демография
Согласно сведениям, собранным в ходе переписи 2010 г. Национальным институтом географии и статистики (IBGE), население микрорегиона составляет:						
| Полное население                             | Полное население                             | Полное население                             | Полное население                             | 265 662 |
| -------------------------------------------- | -------------------------------------------- | -------------------------------------------- | -------------------------------------------- | ------- |
| в том числе:                                 | Городское население                          | 227 502                                      | Процент городского населения, %              | 85,64   |
|                                              | Сельское население                           | 38 160                                       | Процент сельского населения, %               | 14,36   |
|                                              | Мужское население                            | 130 749                                      | Процент мужского населения, %                | 49,22   |
|                                              | Женское население                            | 134 913                                      | Процент женского населения, %                | 50,78   |
| Плотность населения, чел/км²                 | Плотность населения, чел/км²                 | Плотность населения, чел/км²                 | Плотность населения, чел/км²                 | 272,24  |
| Население микрорегиона в % к населению штата | Население микрорегиона в % к населению штата | Население микрорегиона в % к населению штата | Население микрорегиона в % к населению штата | 3,02    |

## Состав микрорегиона
В составе микрорегиона включены следующие муниципалитеты:
1. Кабу-ди-Санту-Агостинью
2. Ипожука